# August Stein von Kaminski
August Eduard Ernst Stein von Kaminski, eigentlich August Stein von Kamienski, (* 4. Oktober 1848 in Bromberg; † Oktober 1922) war ein preußischer Generalleutnant.

## Leben

### Herkunft
August war ein Sohn des preußischen Oberforstmeisters Eduard Stein von Kamienski († 1865) und dessen zweiter Ehefrau Adelheid, geborene Stier († 1894). August selbst blieb unvermählt.

### Militärkarriere
Nach seiner Erziehung im elterlichen Hause und im Berliner Kadettenhaus trat Kaminski am 13. Juni 1866 als Portepeefähnrich in das 8. Ostpreußische Infanterie-Regiment Nr. 45 der Preußischen Armee in Graudenz ein. Er kämpfte im gleichen Jahr während des Krieges gegen Österreich bei Trautenau sowie Königgrätz und wurde am 20. Juni 1866 für Tapferkeit vor dem Feind vorzeitig zum Sekondeleutnant befördert. Anfang April 1869 stieg er zum Adjutanten des II. Bataillons auf und nahm als solcher 1870/71 während des Krieges gegen Frankreich an den Kämpfen bei Colombey, Gravelotte und Noisseville sowie den Belagerungen von Metz und La Fère teil.
Ausgezeichnet mit dem Eisernen Kreuz II. Klasse absolvierte Kaminski ab Oktober 1873 die Kriegsakademie und avancierte im August 1874 zum Premierleutnant. Während seiner Kommandierung wurde er Anfang Februar 1875 in das 6. Thüringische Infanterie-Regiment Nr. 95 versetzt und versah nach seinem Abschluss an der Akademie Dienst in der 4. Kompanie in Gotha. Vom 15. September 1877 bis zum 13. Juni 1879 war Kaminski als Adjutant zum Gouvernement Metz kommandiert und wurde am 12. April 1879 unter Stellung à la suite in das 7. Thüringische Infanterie-Regiment Nr. 96 versetzt. Nachdem er am 1. Mai 1879 zum überzähligen Hauptmann befördert worden war, wurde Kaminski am 14. Juni 1879 als Kompaniechef in das Regiment einrangiert. Im Herbst 1884 nahm er an der Generalstabsreise des IV. Armee-Korps teil. Unter Beförderung zum überzähligen Major folgte am 2. März 1889 seine Kommandierung als Adjutant zum Generalkommando des III. Armee-Korps. Daran schloss sich vom 24. März 1890 bis zum 13. Mai 1894 eine Verwendung als Kommandeur des II. Bataillons im Grenadier-Regiment „Graf Kleist von Nollendorf“ (1. Westpreußisches) Nr. 6 in Posen an. Anschließend wurde Kaminski als Oberstleutnant zum etatsmäßigen Stabsoffizier im Grenadier-Regiment „König Wilhelm I.“ (2. Westpreußisches) Nr. 7 ernannt und war dann vom 18. April 1895 bis zum 21. März 1897 in gleicher Eigenschaft im Königin Elisabeth Garde-Grenadier-Regiment Nr. 3 tätig. Unter Beförderung zum Oberst wurde Kaminski anschließend Kommandeur des 1. Hannoverschen Infanterie-Regiments Nr. 74. Er avancierte am 16. Juni 1900 zum Generalmajor und Kommandeur der 65. Infanterie-Brigade in Mörchingen. In dieser Stellung erhielt Kaminski anlässlich des Ordensfestes 1902 den Roten Adlerorden II. Klasse mit Eichenlaub. Unter Verleihung des Charakters als Generalleutnant wurde er am 18. Juli 1903 in Genehmigung seines Abschiedsgesuches mit der gesetzlichen Pension zur Disposition gestellt.